# Angels Never Die
Albums de Doro
True at Heart
(1991) Machine II Machine
(1995)
Angels Never Die est le quatrième album studio de Doro Pesch sorti le 22 fevrier 1993.

## Liste des titres
- Toutes les pistes par Doro Pesch, Jack Ponti & Vic Pepe, sauf indication contraire.

| No  | Titre                                   | Durée |
| --- | --------------------------------------- | ----- |
| 1.  | Eye On You                              | 3:06  |
| 2.  | Bad Blood                               | 4:09  |
| 3.  | Last Day Of My Life                     | 5:31  |
| 4.  | Born To Bleed (Pesch, Scruggs)          | 4:21  |
| 5.  | Cryin' (Pesch, Ponti, Pepe, E.G. Daily) | 3:54  |
| 6.  | You Ain't Lived (Pesch, Wiseman)        | 4:03  |
| 7.  | So Alone Together (Pesch, Scruggs)      | 5:40  |
| 8.  | All I Want                              | 3:44  |
| 9.  | Enough For You                          | 4:48  |
| 10. | Heaven With You                         | 4:50  |
| 11. | Don't Go                                | 5:28  |
| 12. | Alles Ist Gut (Pesch, Staroste, Plass)  | 3:29  |

## Formation
- Doro Pesch: Chants
- Jack Ponti: Guitare, basse & claviers.
- Vic Pepe: Guitare rythmique & acoustique
- Nick Douglas: Basse
- Matt Nelson: Basse
- Eric Gales: Guitare solo sur "Heaven With You", "Born To Bleed" & "bad Blood".
- Eugene Gales: Guitare solo sur "Last Day of My Life" & "Don't Go"
- Harold Frazee: Piano & claviers